# Sao Khuê

Bản đồ sao Khuê Tú

Sao Khuê hay Khuê Tú (tiếng Hán: 奎宿, bính âm: Kuí Xiù) hoặc Khuê Mộc Lang (奎木狼) là một trong hai mươi tám chòm sao Trung Quốc cổ đại. Nghĩa đen của nó là chân và con vật tượng trưng là chó sói (Khuê Mộc Lang). Nó là chòm sao thứ nhất trong số 7 chòm sao thuộc về Bạch Hổ ở phương Tây, tượng trưng cho Kim của Ngũ hành và mùa thu. Cùng với Sao Khôi là thần chủ quản văn chương, trí tuệ.

## Số sao
Sao Khuê có 9 mảng sao như sau:
| Hán-Việt     | Tên Trung | Ý nghĩa                                                          | Chòm sao hiện đại | Số sao | Tên sao |
| ------------ | --------- | ---------------------------------------------------------------- | ----------------- | ------ | --- |
| Khuê         | 奎        | Chân của Bạch Hổ, đại biểu là kho tàng hay con lợn to.           | Tiên Nữ/Song Ngư  | 16     | η And, ζ And, 65 Psc, ε And, δ And, π And, ν And, μ And, β And, σ Psc, τ Psc, 91 Psc, υ Psc, τ Psc, χ Psc, ψ1 Psc |
| Ngoại Bình   | 外屏      | Bức tường chắn nhà xí                                            | Song Ngư          | 7      | δ Psc, ε Psc, ζ Psc, μ Psc, ν Psc, ξ Psc, α Psc                                                                   |
| Thiên Hỗn    | 天溷      | Chuồng lợn hay nhà xí                                            | Kình Ngư          | 4      | 21 Cet, φ3 Cet, 18 Cet, φ1 Cet                                                                                    |
| Thổ Tư Không | 土司空    | Quan viên phụ trách xây dựng, đất đai.                           | Kình Ngư          | 1      | β Cet |
| Quân Nam Môn | 軍南門    | Cổng phía nam của doanh trại quân đội.                           | Tiên Nữ           | 1      | φ And |
| Các Đạo      | 閣道      | Đường đi lại giữa các gian của lầu cao hoặc lối đi giữa các vườn | Tiên Hậu          | 6      | ι Cas, ε Cas, δ Cas, μ Cas, ν Cas, ο Cas                                                                          |
| Phụ Lộ       | 附路/傅路 | Đường bên/phụ của Các Đạo hay đường thay thế cho Các Đạo         | Tiên Hậu          | 1      | ζ Cas |
| Vương Lương  | 王良      | Người đánh xe ngựa của Triệu Tương Tử nước Tấn thời Xuân Thu.    | Tiên Hậu          | 5      | β Cas, κ Cas, η Cas, α Cas, λ Cas                                                                                 |
| Sách         | 策        | Roi ngựa                                                         | Tiên Hậu          | 1      | γ Cas |

### Sao bổ sung
| Mảng sao    | +1     | +2     | +3     | +4     | +5     | +6         | +7         | +8         | +9     | +10     | +11      | +12      | +13      | +14      | +15     | +16    | +17    | +18    | +19    | +20    | +21 | +22    | +23   | Ghi chú |
| ----------- | ------ | ------ | ------ | ------ | ------ | ---------- | ---------- | ---------- | ------ | ------- | -------- | -------- | -------- | -------- | ------- | ------ | ------ | ------ | ------ | ------ | --- | ------ | ----- | ------- |
| Khuê        | 28 And | 55 Psc | 54 Psc | 59 Psc | 64 Psc | 66 Psc     | ψ3 Psc     | ψ2 Psc     | 36 And | 67 Psc  | 68 Psc   | 1 Tri    | 82 Psc   | 78 Psc   | σ Psc   | 45 And | 47 And | 44 And | 41 And | 39 And | M31 | 32 And | υ Psc |         |
| Ngoại Bình  | 72 Psc | 75 Psc | 88 Psc | 80 Psc | 77 Psc | 73 Psc     | 70 Psc     | 62 Psc     | 60 Psc | 26 Cet  | 29 Cet   | 33 Cet   | 35 Cet   | 89 Psc   | 112 Psc |        |        |        |        |        |     |        |       |         |
| Thiên Hỗn   | 12 Cet | 13 Cet | 20 Cet | 25 Cet | φ4 Cet | φ2 Cet     |            |            |        |         |          |          |          |          |         |        |        |        |        |        |     |        |       |         |
| Các Đạo     | π Cas  | ξ Cas  | φ Cas  | χ Cas  | 44 Cas |            |            |            |        |         |          |          |          |          |         |        |        |        |        |        |     |        |       |         |
| Vương Lương | 6 Cas  | 10 Cas | 9 Cas  | 12 Cas | υ2 Cas | HIP 116687 | HIP 116962 | HIP 117472 | HIP 43 | HIP 124 | HIP 1354 | HIP 1982 | HIP 2854 | HIP 4151 |         |        |        |        |        |        |     |        |       |         |

## Văn hóa truyền thống
Khuê Văn theo quan niệm truyền thống của người phương đông lý giải về thiên thể: Khuê là tên một ngôi sao trong chòm 28 sao, là đầu Bạch Hổ phương tây, có 16 ngôi, sắp xếp khúc khuỷu giống hình chữ Văn 文. Trong sách Hiếu kinh có ghi: Khuê chủ văn chương. Về sau người ta coi sao Khuê biến hoá là người đứng đầu của quan văn. Trong văn hóa Đông Á và Việt Nam, sao Khuê là biểu tượng của văn chương, học thuật. Khuê Văn Các được xây dựng tại Quốc Tử Giám, trường Đại học đầu tiên của Việt Nam, mang biểu tượng này. Những bậc bác học lỗi lạc trong lịch sử được ví là sáng như sao Khuê; một trong số đó là Nguyễn Trãi, đã được Lê Thánh Tông cho tạc bia: Ức Trai tâm thượng quang Khuê tảo (tấm lòng ức Trai sáng tựa sao Khuê).
Hoàng Bào đại vương là tên của sao Khuê khi hạ phàm làm yêu tinh trong Tây du ký